# Mesothen dorsimacula
Mesothen dorsimacula är en fjärilsart som beskrevs av Rothschild 1911. Mesothen dorsimacula ingår i släktet Mesothen och familjen björnspinnare. Inga underarter finns listade i Catalogue of Life.